# بئاته اریکسن
بئاته اریکسن (نروژی: Beate Eriksen؛ زاده ۱۹ اکتبر ۱۹۶۰) یک هنرپیشه، و کارگردان اهل نروژ است. وی از سال ۱۹۸۵ میلادی تاکنون مشغول فعالیت بوده‌است.
از فیلم‌ها یا مجموعه‌های تلویزیونی که وی در آن‌ها نقش داشته است، می‌توان به لیلیهامر اشاره نمود.